# Gevlekte rupsklaver
De gevlekte rupsklaver (Medicago arabica) is een eenjarige plant van bermen en niet al te vruchtbare grond. die in Nederland niet al te veel voorkomt, beneden de grote rivieren iets meer dan ten noorden ervan. Ook in België komt de plant niet al te frequent voor.
De naam 'gevlekte' is afkomstig van de vlek die de plant op elk blad draagt, iets waaraan het lage, kruipende plantje met de gele bloemen gemakkelijk te herkennen is. De vlekken zijn op oude planten iets bruiner en daardoor makkelijker te herkennen. De peulen zijn spiraalvormig opgerold.

## Voorkomen
De plant is afkomstig uit het Middellands Zeegebied. In Europa komt ze voor van Noorwegen tot Portugal, in Azië oostwaarts tot China.

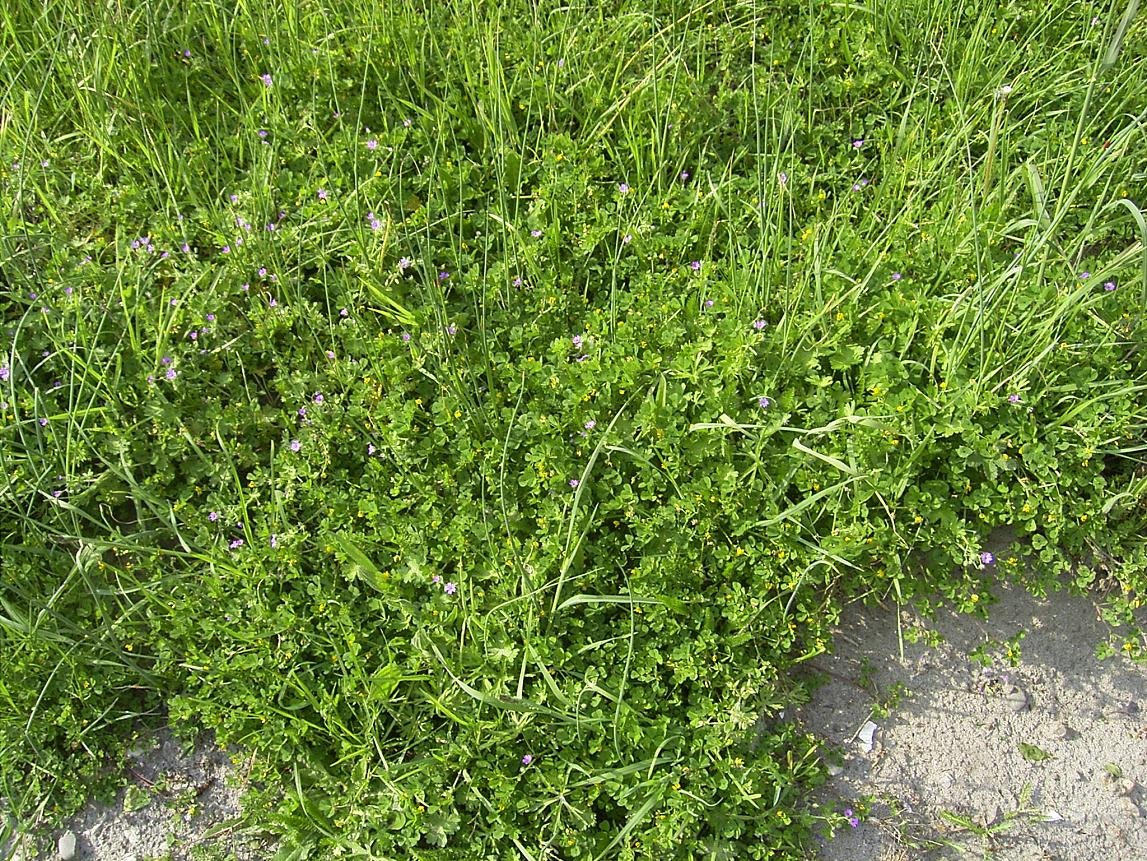
Gevlekte rupsklaver blad
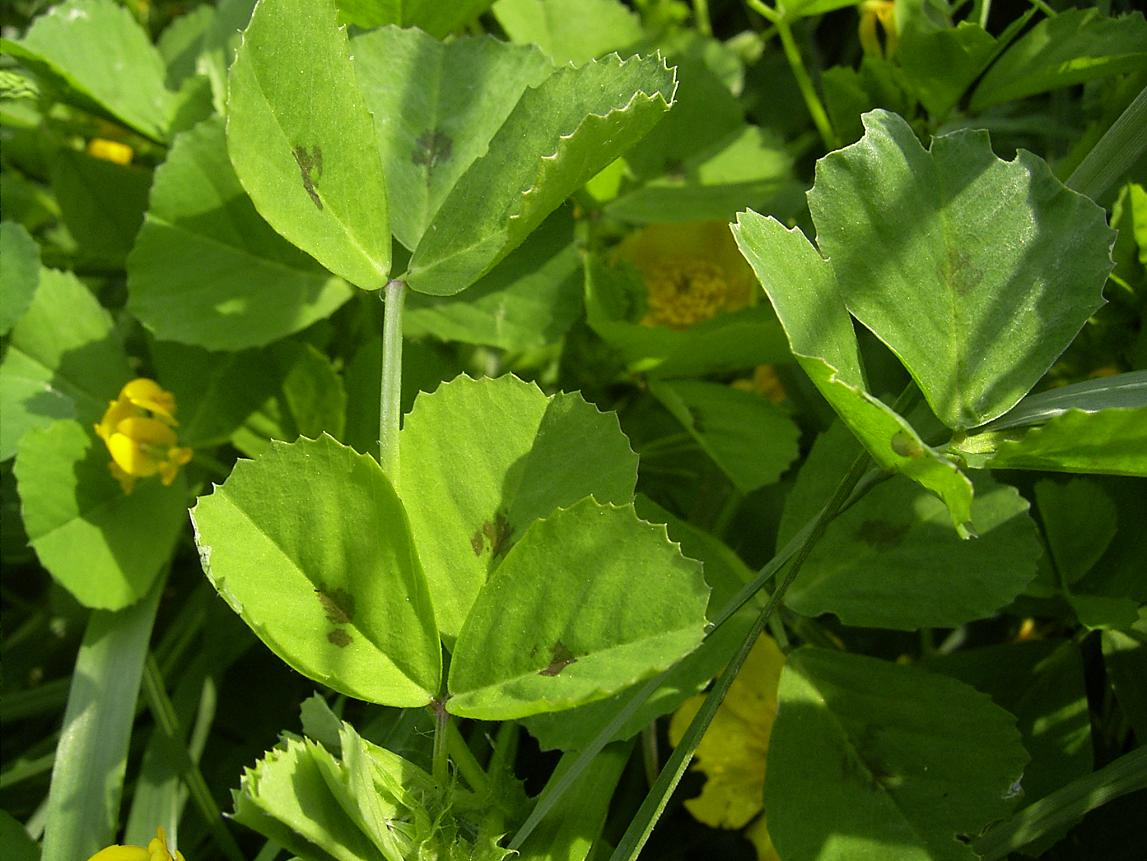
Gevlekte rupsklaver blad